# Tito Trocchi
Tito Trocchi (* 1. Mai 1864 in Rom; † 12. Februar 1947) war ein Kurienerzbischof der römisch-katholischen Kirche.

## Leben
Tito Trocchi empfing am 24. September 1887 das Sakrament der Priesterweihe.
Am 9. Dezember 1915 ernannte ihn Papst Benedikt XV. zum Titularerzbischof von Lacedaemonia und zum Apostolischen Delegaten in Kuba. Der Päpstliche Majordomus, Erzbischof Vittorio Amedeo Ranuzzi de’ Bianchi, spendete ihm am 12. Dezember desselben Jahres die Bischofsweihe; Mitkonsekratoren waren der Apostolische Delegat in Kanada, Erzbischof Donato Raffaele Sbarretti Tazza, und der Bischof von Caiazzo, Luigi Ermini. Am 25. Mai 1921 berief ihn Benedikt XV. zum Internuntius in Bolivien. Von diesem Amt trat Trocchi 1924 zurück.
Papst Pius XI. ernannte ihn am 11. Januar 1927 zum Offizial der Apostolischen Kammer.